# Wereldkampioenschappen schaatsen afstanden 2009 - 10.000 meter mannen
De wereldkampioenschappen schaatsen afstanden 2009 - 10.000 meter mannen werd gehouden op zaterdag 14 maart 2009 op de Richmond Olympic Oval in Richmond, Canada.

## Statistieken

### Uitslag
| Rang   | Schaatser         | Tijd     |
| ------ | ----------------- | -------- |
| Goud   | Sven Kramer       | 12.55,32 |
| Zilver | Håvard Bøkko      | 13.03,95 |
| Brons  | Bob de Jong       | 13.13,16 |
| 4      | Carl Verheijen    | 13.13,30 |
| 5      | Ivan Skobrev      | 13.24,73 |
| 6      | Øystein Grødum    | 13.28,94 |
| 7      | Enrico Fabris     | 13.33,05 |
| 8      | Marco Weber       | 13.33,35 |
| 9      | Hiroki Hirako     | 13.40,38 |
| 10     | Roger Schneider   | 13.40,68 |
| 11     | Lucas Makowsky    | 13.41,81 |
| 12     | Sławomir Chmura   | 13.41,82 |
| 13     | Sverre Haugli     | 13.42,73 |
| 14     | Shane Dobbin      | 14.01,86 |
| 15     | Dmitri Babenko    | 14.10,24 |
| 16     | Moritz Geisreiter | 14.14,14 |

### Loting
| Rit | Binnenbaan        | Buitenbaan      |
| --- | ----------------- | --------------- |
| 1   | Shane Dobbin      | Ivan Skobrev    |
| 2   | Sławomir Chmura   | Lucas Makowsky  |
| 3   | Moritz Geisreiter | Marco Weber     |
| 4   | Hiroki Hirako     | Dmitri Babenko  |
| 5   | Sverre Haugli     | Roger Schneider |
| 6   | Øystein Grødum    | Carl Verheijen  |
| 7   | Sven Kramer       | Håvard Bøkko    |
| 8   | Enrico Fabris     | Bob de Jong     |

1996 · 
1997 · 
1998 · 
1999 · 
2000 · 
2001 · 
2003 · 
2004 · 
2005 · 
2007 · 
2008 · 
2009 · 
2011 · 
2012 · 
2013 · 
2015 · 
2016 · 
2017 · 
2019 ·
2020 ·
2021 ·
2023 ·
2024 ·
2025